# Svenska mästerskapen i fälttävlan 2015
Svenska mästerskapen i fälttävlan 2015 avgjordes den 17-19 juli på Flyinge kungsgård och arrangerades av Pro Eventing Ryttarförening. Tävlingen var den 65:e upplagan av Svenska mästerskapen i fälttävlan. 

## Resultat
| Placering | Ryttare               | Klubb             | Häst               | Straffpoäng |
| --------- | --------------------- | ----------------- | ------------------ | ----------- |
| 1         | Sandra Gustafsson     | Hermanstorps KoRK | Kaminskij          | 44,8        |
| 2         | Viktoria Carlerbäck   | Borås FRK         | Volt af Källstorp  | 48,8        |
| 3         | Louise Svensson Jähde | Tågarpsortens RF  | Wieloch´s Utah Sun | 49,4        |